# Tremblay-sur-Mauldre
Tremblay-sur-Mauldre – miejscowość i gmina we Francji, w regionie Île-de-France, w departamencie Yvelines.
Według danych na rok 1990 gminę zamieszkiwało 668 osób, a gęstość zaludnienia wynosiła 111 osób/km² (wśród 1287 gmin regionu Île-de-France Tremblay-sur-Mauldre plasuje się na 731. miejscu pod względem liczby ludności, natomiast pod względem powierzchni na miejscu 611.).